# Atomorpha junctata
Atomorpha junctata là một loài bướm đêm trong họ Geometridae.